# Partia Ruchu Ludowego
Partia Ruchu Ludowego (rum. Partidul Mișcarea Populară, PMP) – rumuńska konserwatywno-liberalna i chadecka partia polityczna.

## Historia
Ugrupowanie powstało na bazie założonej w 2013 Fundacji Ruchu Ludowego, formalnie została zarejestrowana 29 stycznia 2014. Jej powstanie zainicjował prezydent Traian Băsescu po konflikcie z władzami swojej dotychczasowej formacji – Partii Demokratyczno-Liberalnej. Przewodniczącym PMP został Eugen Tomac, wśród liderów znaleźli się m.in. byli ministrowie Daniel Funeriu, Elena Udrea, Theodor Paleologu, Teodor Baconschi i Cristian Petrescu.
Partia samodzielnie wystartowała w wyborach europejskich w 2014, otrzymując 6,2% głosów, co przełożyło się na 2 mandaty eurodeputowanych. W czerwcu tegoż roku nową przewodniczącą partii została Elena Udrea. W lutym 2015 na funkcję tę powrócił Eugen Tomac, a w październiku kierownictwo partii przejął Traian Băsescu.
W lipcu 2016 do Ruchu Ludowego przyłączył się centrolewicowy Narodowy Związek na rzecz Rozwoju Rumunii. W grudniu tego samego roku partia uzyskała ponad 5% głosów w głosowaniu do każdej z izb parlamentu, co przełożyło się na 8 miejsc w Senacie i 18 w Izbie Deputowanych. W czerwcu 2018 Eugen Tomac kolejny raz został przewodniczącym partii. W wyborach do PE w 2019 PMP otrzymała 5,7% głosów, ponownie wprowadzając 2 europosłów.
W grudniu 2020 w kolejnych wyborach parlamentarnych PMP otrzymała 4,8% głosów do Izby Deputowanych i 4,9% głosów do Senatu, nie przekraczając tym samym wyborczego progu. W tym samym miesiącu Eugen Tomac zrezygnował z przywództwa w partii. W 2021 przewodniczącym PMP został Cristian Diaconescu. W 2022 na tej funkcji zastąpił go Eugen Tomac. W 2024 lider PMP utrzymał mandat europosła z ramienia koalicji skupionej wokół Związku Zbawienia Rumunii.